# Арбузов Андрій Олександрович
Андрі́й Олекса́ндрович Арбу́зов (1976—2024) — український військовослужбовець, учасник російсько-української війни, кавалер ордена «За мужність» III ступеня.

## Життєпис
Народився 1 вересня 1976 року в місті Путивль, Сумська область.
У березні 2022 року захищав рідне місто у лавах ТрО, пізніше був переведений до мотопіхотних військ.
Загинув 2 березня 2024 року поблизу села Пречистівка, Волноваського району на Донеччині.
Без Андрія лишились мати, дружина, син і донька.
Похований в Путивлі 11 березня 2024 року.

## Нагороди
- Орден «За мужність» III ступеня[4].
- Нагрудний знак «За зразкову службу»